# Daniela Gaxiola
Luz Daniela Gaxiola González (* 25. November 1992 in Culiacán) ist eine mexikanische Radsportlerin. Sie ist eine der erfolgreichsten Bahnradsportlerinnen ihres Landes seit Beginn der 2010er Jahre.

## Sportliche Laufbahn
2010 stellte Daniela Gaxiola gemeinsam mit Frany Fong im Teamsprint mit 35,648 Sekunden einen neuen Juniorinnen-Weltrekord auf; der Rekord hatte zwei Jahre lang Bestand. 2011 errang sie ihre ersten internationalen Erfolge in der Elite-Klassen der Frauen, als sie eine Silbermedaille bei den Panamerikanischen Spielen im Keirin errang und bei den Panamerikanischen Radmeisterschaften Bronze mit Nancy Contreras im Teamsprint. Im Jahr darauf wurde sie vierfache mexikanische Meisterin, im Scratch, im Keirin, im 500-Meter-Zeitfahren sowie mit Frany Fong im Teamsprint. Zudem gewann sie weitere Medaillen bei Panamerikanischen Meisterschaften, Silber im Keirin und Bronze im Sprint.
2015 wurde Gaxiola mit Jessica Salazar Panamerikameisterin im Teamsprint; im Jahr darauf errang sie die kontinentalen Titel im Keirin, im Sprint gewann sie Bronze. 2017 wurde sie Panamerikameisterin im Sprint, 2018 im Sprint sowie mit Jessica Salazar und Yuli Verdugo im Teamsprint. 2019 gewann sie gemeinsam mit Salazar den Teamsprint bei den Panamerikaspielen in Lima, im Sprint belegte sie Platz drei. Bei den Olympischen Spielen in Tokio startete sie in drei Disziplinen: Im Teamsprint belegte sie mit Verdugo Platz sechs, im Keirin Platz elf und im Sprint Platz 18.
2023 wurde Gaxiola mit Jessica Salazar, Yuli Verdugo und Maria Vizcaino Panamerikameisterin im Teamsprint, und sie errang weitere Medaillen bei kontinentalen Meisterschaften sowie bei Panamerikaspielen. 2024 wurde sie erneut kontinentale Meisterin, in Sprint und Teamsprint. Bei den Olympischen Spielen 2024 in Paris startete sie erneut in drei Disziplinen: Im Teamsprint kam sie mit Verdugo und Salazar auf Platz fünf, im Keirin kam sie ins Finale, musste sich dort aber mit dem sechsten Platz begnügen. Im Sprint schied sie im Sechzehntelfinale aus.

## Erfolge
2009
- Mexikanische Junioren-Meisterin – Scratch, Teamsprint (mit Erika Alanis)

2010
- Panamerika-Meisterschaften – Teamsprint (mit Nancy Contreras)
- Mexikanische Meisterin – Scratch, Teamsprint (mit Frany Fong)

2011
- Panamerikaspiele – Keirin
- Panamerikaspiele – Teamsprint (mit Nancy Contreras)

2012
- Panamerika-Meisterschaften – Keirin
- Panamerika-Meisterschaften – Sprint
- Mexikanische Meisterin – Scratch, Keirin, 500-Meter-Zeitfahren, Teamsprint (mit Frany Fong)

2013
- Mexikanische Meisterin – Scratch, Keirin, 500-Meter-Zeitfahren, Teamsprint (mit Frany Fong)

2014
- Zentralamerika- und Karibikspiele – 500-Meter-Zeitfahren, Teamsprint (mit Frany Fong)
- Zentralamerika- und Karibikspiele – Sprint, Keirin
- Mexikanische Meisterin – Sprint, Keirin, 500-Meter-Zeitfahren, Teamsprint (mit Frany Fong)

2015
- Mexikanische Meisterin – Teamsprint (mit Jessica Salazar)
- Panamerikameisterin – Teamsprint (mit Jessica Salazar)

2016
- Panamerikameisterin – Keirin
- Panamerikameisterschaft – Sprint

2017
- Panamerikameisterin – Sprint
- Panamerikameisterin – Keirin
- Mexikanische Meisterin – Sprint, Keirin, 500-Meter-Zeitfahren, Teamsprint (mit Giselle Camacho)

2018
- Panamerikameisterin – Sprint, Teamsprint (mit Jessica Salazar und Yuli Verdugo)
- Panamerikameisterschaft – 500-Meter-Zeitfahren
- Zentralamerika- und Karibikspiele – 500-Meter-Zeitfahren, Keirin

2019
- Panamerikaspielesiegerin – Teamsprint (mit Jessica Salazar)
- Panamerikaspiele – Sprint
- Panamerikameisterschaft – 500-Meter-Zeitfahren
- Mexikanische Meisterin – Sprint, Teamsprint (mit Jessica Salazar)

2020
- Mexikanische Meisterin – Sprint, Teamsprint (mit Jessica Salazar und Melanie Ramirez)

2021
- Mexikanische Meisterin – Sprint, 500-Meter-Zeitfahren, Teamsprint (mit Yuli Verdugo und Jessica Salazar)

2022
- Panamerikameisterschaft – Sprint, Teamsprint (mit Jessica Salazar und Yuli Verdugo)

2023
- Nations Cup in Milton – Teamsprint (mit Jessica Salazar und Yuli Verdugo)
- Panamerikaspiele – Teamsprint (mit Jessica Salazar und Yuli Verdugo)
- Panamerikaspiele – Keirin
- Panamerikameisterin – Teamsprint (mit Jessica Salazar, Yuli Verdugo und Maria Vizcaino)
- Panamerikameisterschaft – Sprint
- Panamerikameisterschaft – Keirin
- Zentralamerika- und Karibikspielesieger – Sprint, Teamsprint (mit Jessica Salazar und Yuli Verdugo)

2024
- Panamerikameisterin – Sprint, Teamsprint (mit Jessica Salazar und Yuli Verdugo)
- Panamerikameisterschaft – Keirin